# Wiktor Alexandrowitsch Tschischikow

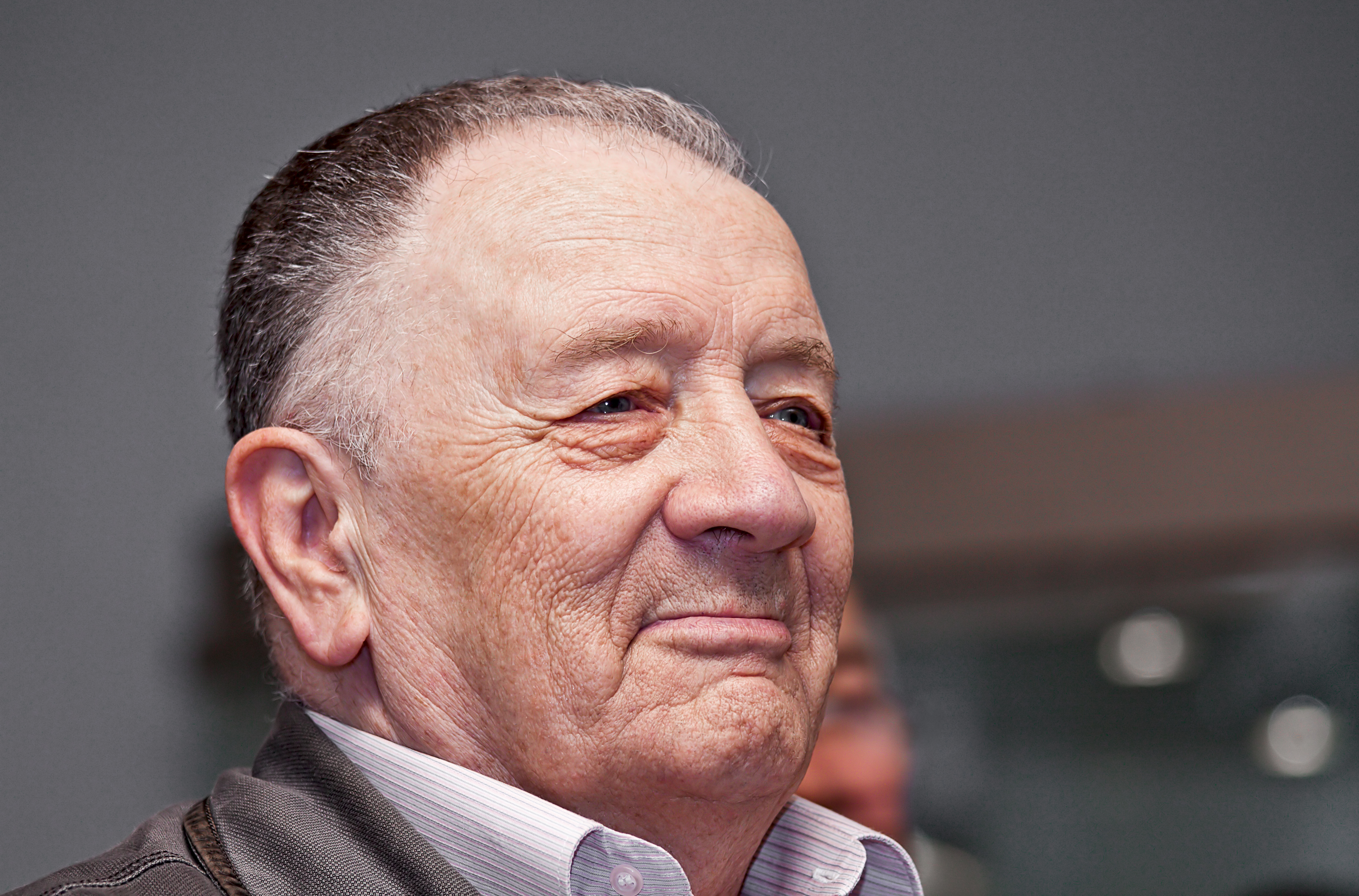
Wiktor Tschischikow (2012)

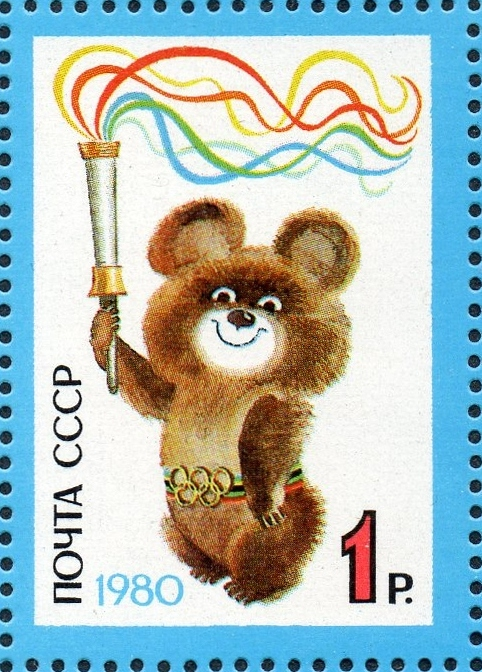
Maskottchen Mischa auf sowjetischer Briefmarke

Wiktor Alexandrowitsch Tschischikow (russisch Виктор Александрович Чижиков; * 26. September 1935 in Moskau; † 20. Juli 2020) war ein russischer Illustrator und Designer, der durch das von ihm entworfene olympische Maskottchen Mischa internationale Bekanntheit erlangte.

## Leben und Werk
Tschischikow wurde 1935 in Moskau geboren. Bereits als Kind begann er zu zeichnen, während seiner Schulzeit veröffentlichte er erste Werke in Zeitschriften. Nach der Schule studierte er am Moskauer Polygraphischen Institut, der heutigen Moskauer Staatlichen Universität für Druckwesen. Die Ausbildung schloss er 1958 ab. Seit Mitte der 1950er-Jahre zeichnete er regelmäßig für verschiedene russische Magazine und Zeitschriften. In den 1960er-Jahren begann Tschischikow, Kinderbücher zu illustrieren. Zu den Autoren, mit denen er zusammenarbeitete, zählen zum Beispiel Agnia Barto, Sergei Michalkow, Boris Sachoder, Samuil Marschak, Nikolai Nossow und Eduard Uspenski. 1968 wurde er Mitglied der russischen Künstlervereinigung. Neben den Illustrationen schuf Tschischikow auch selbst mehrere Märchenbücher für Kinder.
Die Werke von Wiktor Tschischikow sind u. a. im Puschkin-Museum für Bildende Künste in Moskau ausgestellt.
Tschischikow starb am 20. Juli 2020 im Alter von 84 Jahren.

## Mischa
Das Organisationskomitee der Olympischen Sommerspiele 1980 in Moskau rief 1977 zu einem Wettbewerb auf, ein Maskottchen in Form eines Russischen Bären für die Veranstaltung zu entwerfen. Tschischikow entwarf innerhalb eines Monats über 100 Bären und reichte sie zum Wettbewerb ein. Insgesamt wurden dem Komitee über 40.000 Maskottchen-Vorschläge unterbreitet. Im August 1977 wurden die 64 Favoriten in einer Ausstellung in Moskau präsentiert. Der damalige Präsident des Internationalen Olympischen Komitees, Lord Killanin, kürte einen Entwurf Tschischikows zum offiziellen Maskottchen der Olympischen Spiele. Die Figur des Mischa wurde während und nach den Spielen international bekannt und zu Werbezwecken verwendet. Tschischikow erhielt nach eigenen Angaben für seine Arbeit rund 2.000 Rubel (ein monatliches Durchschnittseinkommen betrug damals etwa 120 Rubel).